# Società Sportiva Lanciano 1999-2000
Questa pagina raccoglie le informazioni riguardanti la Società Sportiva Lanciano nelle competizioni ufficiali della stagione 1999-2000.

## Rosa
| N. |                   | Ruolo | Calciatore          |
| -- | ----------------- | ----- | ------------------- |
|    | Italia (bandiera) | D     | Massimo Arancio     |
|    | Italia (bandiera) | C     | Mauro Buratti       |
|    | Italia (bandiera) | D     | Stefano Cognigni    |
|    | Italia (bandiera) | D     | Gianluca Colavitto  |
|    | Italia (bandiera) | D     | Lorenzo Di Loreto   |
|    | Italia (bandiera) | A     | Fabrizio Fermanelli |
|    | Italia (bandiera) | P     | Fulvio Flavioni     |
|    | Italia (bandiera) | C     | Luca Leone          |
|    | Italia (bandiera) |       | Mangiapane          |
|    | Italia (bandiera) | C     | Marco Marchetti     |

| N. |                   | Ruolo | Calciatore          |
| -- | ----------------- | ----- | ------------------- |
|    | Italia (bandiera) | C     | Mauro Mazza         |
|    | Italia (bandiera) | D     | Vincenzo Menna      |
|    | Italia (bandiera) | A     | Massimo Nunziato    |
|    | Italia (bandiera) | C     | Giordano Paoloni    |
|    | Italia (bandiera) | A     | Fabio Piras         |
|    | Italia (bandiera) | P     | Fabrizio Pisano     |
|    | Italia (bandiera) | D     | Michele Sisti       |
|    | Italia (bandiera) | C     | Roberto Sorrentino  |
|    | Italia (bandiera) | D     | Alessandro Turone   |
|    | Italia (bandiera) | C     | Massimiliano Vitali |